# Kleine grote vriend
Kleine grote vriend is een lied van de Nederlandse zangers André Hazes jr. en John Ewbank. Het werd in 2021 als single uitgebracht.

## Achtergrond
Kleine grote vriend is geschreven door Hazes jr. en Ewbank en geproduceerd door Ewbank. Het is een levenslied waarin de liedverteller zingt gericht naar zijn zoon. In het lied vertelt Hazes aan zijn zoon dat hij hem minder gaat zien, omdat hij niet meer samen in met de moeder van de zoon. Hij vraagt aan zijn kind of hij hem hiervoor wil vergeven. Het lied werd geschreven nadat Hazes uit elkaar was gegaan met zijn verloofde Monique Westenberg. Hazes noemde dat hij met het lied een verwijzing maakt naar zijn eigen jeugd, waar zijn vader André Hazes ook niet vaak aanwezig was. Hij wilde het beter doen dan zijn vader. Tevens wordt er in het lied gezegd dat Hazes zijn ex niks verwijt over hoe het is gelopen. 

## Hitnoteringen
De artiesten hadden weinig succes met het lied. Er was geen notering in de Single Top 100 en ook de Top 40 werd niet bereikt. Er was bij de laatstgenoemde hitlijst wel de 22e plaats in de Tipparade.